# Dirty Rotten Filthy Stinking Rich
| Recensione | Giudizio |
| ---------- | -------- |
| AllMusic   |          |

Dirty Rotten Filthy Stinking Rich è il primo album in studio del gruppo musicale statunitense Warrant, pubblicato il 27 gennaio 1989 dalla Columbia Records.

## Il disco
Il disco fu un successo grazie ai singoli Down Boys, Sometimes She Cries e Heaven, una power ballad che raggiunse il secondo posto in classifica. L'intero album si posizionò al decimo posto della Billboard 200.
Sorsero però delle polemiche, poiché i Warrant vennero accusati di aver copiato alcuni brani da altri artisti. Vennero anche fatte circolare voci sul fatto che i chitarristi Erik Turner e Joey Allen non suonarono nell'album, ma che al loro posto suonò l'ex chitarrista dei Streets, Mike Slamer. Mentre le voci non furono mai verificate, la moglie di Slamer nel 1998 confermò che suo marito suonò nell'album.
Durante le registrazioni, il cantante Jani Lane sorprese la sua ragazza di allora a letto con il migliore amico, provocandogli un esaurimento nervoso che fece slittare di alcuni mesi la pubblicazione del primo album. Tale episodio ha successivamente ispirato la scrittura del singolo I Saw Red, tratto dal secondo disco dei Warrant, Cherry Pie.
Nel 2004, l'album è stato ristampato dalla Legacy Recordings con l'aggiunta di due tracce bonus demo.

## Tracce
Testi e musiche di Jani Lane.
1. 32 Pennies – 3:09
2. Down Boys – 4:04
3. Big Talk – 3:43
4. Sometimes She Cries – 4:44
5. So Damn Pretty (Should Be Against the Law) – 3:33
6. D.R.F.S.R. – 3:17
7. In the Sticks – 4:06
8. Heaven – 3:57
9. Ridin' High – 3:06
10. Cold Sweat – 3:32

Tracce bonus nella ristampa del 2004
1. Only a Man (demo) – 4:22
2. All Night Long (demo) – 2:42

## Formazione
Gruppo
- Jani Lane – voce
- Joey Allen – chitarra
- Erik Turner – chitarra
- Jerry Dixon – basso
- Steven Sweet – batteria

Altri musicisti
- Beau Hill – tastiere, cori
- Bekka Bramlett – cori
- Mike Slamer – chitarra (non accreditato)

Produzione
- Beau Hill – produzione, ingegneria del suono, missaggio (tracce 5, 7, 10)
- Joel Stoner – ingegneria del suono
- John Jansen – missaggio (eccetto 5, 7, 10)
- Mark Ryden – direzione artistica

## Classifiche

### Classifiche settimanali
| Classifica (1989) | Posizione massima |
| ----------------- | ----------------- |
| Canada            | 20                |
| Stati Uniti       | 10                |

### Classifiche di fine anno
| Classifica (1989) | Posizione |
| ----------------- | --------- |
| Stati Uniti       | 28        |
| Classifica (1990) | Posizione |
| Stati Uniti       | 88        |